# RARBG
RARBG – strona internetowa udostępniająca pliki torrent oraz magnet linki w celu ułatwienia udostępniania plików P2P za pomocą protokołu BitTorrent. Od 2014 roku RARBG wielokrotnie pojawiał się na corocznej liście najczęściej odwiedzanych stron z torrentami serwisu TorrentFreak. Od czerwca 2021 roku zajmował 5. miejsce. Witryna nie pozwala użytkownikom na przesyłanie własnych torrentów.

## Historia
RARBG powstał w 2008 roku. W początkowych założeniach miał to być bułgarski tracker BitTorrent (BG w nazwie oznacza „Bułgaria”), strona służy jednak międzynarodowej społeczności. Według TorrentFreak RARBG specjalizuje się w treściach anglojęzycznych m.in. „wysokiej jakości wideo, ale zawiera również inne treści, w tym gry, oprogramowanie i muzykę”.
Strona została opisana w 2019 roku przez pełnomocnika USA ds. handlu jako „niesławny rynek”. W 2020 roku bułgarskie organy ścigania zapowiedziały walkę z nielegalnym ściąganiem treści w tym ze stroną RARBG. Serwis został zamknięty 31 maja 2023 roku.

## Blokady i cenzura
RARBG jest blokowany w pewnej liczbie krajów z powodów prawnych, zazwyczaj ze względu na naruszanie praw autorskich. W grudniu 2008 roku strona była zamknięta przez tydzień ze względu na naciski prawne ze strony BREIN. W 2017 roku Google ukryło RARBG w swoich wynikach wyszukiwania po kontrowersji, w której linki do stron z torrentami zostały wyróżnione na witrynie Google. Pozew wytoczony przeciwko ISP Hurricane Electric przez studia filmowe żądające danych osobowych piratów był powodem, dla którego Sophidea VPN, działająca na infrastrukturze Hurricane Electric, zaczęła w grudniu 2020 roku blokować dostęp do niektórych stron z torrentami, w tym RARBG.
| Kraj             | Data blokady         |
| ---------------- | -------------------- |
| Arabia Saudyjska | 2 kwietnia 2014      |
| Wielka Brytania  | 27 listopada 2014    |
| Dania            | 27 marca 2015        |
| Turcja           | 12 sierpnia 2015     |
| Portugalia       | 26 października 2015 |
| Włochy           | 6 marca 2017         |
| Australia        | 18 sierpnia 2017     |
| Irlandia         | 18 stycznia 2018     |
| Finlandia        | 8 czerwca 2018       |
| Indie            | 12 kwietnia 2019     |
| Grecja           | 15 maja 2019         |
| Iran             | nieznana             |
| Bułgaria         | nieznana             |
| Oman             | nieznana             |